# 이동준 (1981년)
이동준(1981년 7월 28일 ~ )은 대한민국의 전직 축구 선수이다. 현역 시절 포지션은 수비수였다.

## 클럽 경력

### 안양 LG 치타스
이동준은 2000 K리그 드래프트에서 안양 LG 치타스에 6순위로 지명되어 입단하게 되었다. 그러나 두터운 선수층 때문에 그는 한 경기도 출장하지 못하였다. 이듬해, 그는 상무에 지원하여 2년 동안 실업 리그와 2군 리그에서 뛰었다.

### 서울시청
그가 제대하였을 때는 이미 K리그 선수 등록이 끝난 상태였고, 그는 안양 LG 치타스로 복귀할 수 없었다. 당시 안양의 코치였던 이영진이 그를 서울시청으로 이적할 수 있게 도와주었다. 당시 서울시청은 K2리그에서 익산 할렐루야가 2003 시즌 후기 리그에서 퇴출당하자 후기 리그부터 새롭게 참가한 팀이었다. 새로운 팀에서 이동준은 7경기를 뛰었고, 서울시청은 후기 리그를 5위로 끝마쳤다. 그러나 리그가 끝나자마자 서울특별시에서 서울시청 축구단을 해체한다는 공문을 보내왔고, 쓸쓸히 팀을 떠나야했다.
새로운 클럽을 구하던 도중 부산 아이콘스가 그와의 계약에 관심을 보였고, 가계약을 마쳤다. 그러나 1월 말이 되어도 당시 부산 아이콘스의 감독이었던 이언 포터필드는 그를 소집하지 않았고, 정식 입단은 물건너가게 되었다.

### 고양 국민은행
2004년 그는 고양 국민은행에 입단하였고, 그해 내셔널리그 우승을 차지하였다. 2006년에도 그들은 우승을 차지하였고, 우승을 함에 따라 고양 국민은행은 승격할 자격을 얻었으나 승격을 거부하는 사태가 벌어졌다. 승격 거부에 좌절한 이동준에게 승격 의지가 있던 라이벌 클럽인 울산 현대미포조선 돌고래가 그에게 관심을 보였고, 이동준 또한 자신의 소속 팀에 이적을 요청하였다.

### 울산 현대미포조선 돌고래
2007 시즌 정규 리그 마지막 경기에서 이동준은 친정 팀 고양 국민은행와의 경기에서 첫 골을 어시스트 했으나, 상대 선수와 충돌하며 십자인대가 파열되는 부상을 당하였다. 경기가 끝난 후 울산 현대미포조선 돌고래는 우승을 차지하였으나 그들 또한 승격을 거부하고 말았고, 그의 K리그 진출은 다시 한 번 좌절되었다. 이동준은 이듬해 후기 리그가 되어서야 복귀하였고, 그해 두 경기에 출전하였다.

### 강릉시청
2009년 7월 그는 강릉시청으로 이적하였다. 2009 시즌에 8경기에 출전하였고, 그해 강릉시청은 우승을 차지하였다.

### 고양 KB 국민은행
2011년 다시 고양 KB로 적을 옮긴 이동준은 2011년과 2012년 내셔널리그 준우승에 기여했다.